# Grinspoon
I Grinspoon sono stati un gruppo musicale alternative metal australiano attivo dal 1995 e originario del Nuovo Galles del Sud.
Nel 2013 il gruppo ha intrapreso una pausa a tempo indeterminato.

## Storia del gruppo
Il gruppo si è formato nel 1995 a Lismore. Il nome del gruppo deriva da quello del dottor Lester Grinspoon.
La band ha raccolto il successo già col primo album Guide to Better Living (1998) e si è consacrata nel 2002 col terzo album New Detention. 
Tutti i dischi dei Grinspoon hanno raggiunto le posizioni più alte della classifica ARIA Charts.
Nel 2005 il gruppo ha vinto due ARIA Music Awards.
Nel 2013 il gruppo ha intrapreso una pausa a tempo indeterminato.

## Formazione
- Phil Jamieson - voce, chitarra
- Pat Davern - chitarra
- Joe Hansen - basso
- Kristian Hopes - batteria

## Discografia
Album studio
- 1998 - Guide to Better Living
- 1999 - Easy
- 2002 - New Detention
- 2004 - Thrills, Kills & Sunday Pills
- 2007 - Alibis & Other Lies
- 2009 - Six to Midnight
- 2012 - Black Rabbits

Raccolte
- 2005 - Best in Show

EP
- 1995 - Grinspoon
- 1996 - Licker Bottle Cozy
- 1998 - Pushing Buttons
- 2003 - Panic Attack